# 歯根
歯根（しこん, root）とは、歯の下部の歯槽骨の中に入っている部分。歯根の表面からセメント質、象牙質、根管という構造になっている。歯根と歯槽骨の間には、歯根膜という繊維状の組織がありクッションになっている。

## 本数
歯の種類によって根の本数も決まっている。ただし稀に例外も存在する。以下は人間の歯における例である。

### 乳歯
乳切歯及び乳犬歯の根は1本である。乳臼歯の根は下顎は2本、上顎は3本が普通である。

### 永久歯
切歯及び犬歯の根は1本である。小臼歯の根は1本であることが多いが稀に2本存在することがある。大臼歯の根は下顎は2本、上顎は3本が普通だが稀に下顎で3本、上顎で4本存在することもあり、逆に下顎で1本という例もある。

### 例外的なもの
過剰歯、巨大歯、矮小歯においては例外的な形態や本数の根を持つものが知られる。癒合歯においては元々の根が合わさって異常な数や形態の根を持つものに見えることもある。これらにおいては歯冠の形態も通常とは異なっていることが多い。